# Anomaloplectron lineatipenne
Anomaloplectron lineatipenne är en insektsart som beskrevs av Peter Esben-Petersen 1918. 
Anomaloplectron lineatipenne ingår i släktet Anomaloplectron och familjen myrlejonsländor. Inga underarter finns listade i Catalogue of Life.